# Ordre de bataille confédéré à Pea Ridge
Les unités et commandants de l'armée des États confédérés et  alliés des confédérés suivants ont combattu lors de la bataille de Pea Ridge (ou bataille d'Elkhorn Tavern) lors de la guerre de Sécession, à Pea Ridge, dans l'Arkansas du 6 au 8 mars 1862. L'ordre de bataille de l'Union est indiqué séparément.

## Abréviations utilisées

### Grade militaire
- MG = Major-général
- BG = Brigadier général
- Col = Colonel
- Ltc = Lieutenant-colonel
- Maj = Commandant
- Cpt = Capitaine
- Lt = Lieutenant

### Autre
- (b) = blessé
- mb = mortellement blessé
- † = tué
- c = capturé

## Armée de l'Ouest
Major général Earl Van Dorn

### Aile Droite
| Division | Brigade                                                                | Régiments et autres |
| --- | ---------------------------------------------------------------------- | --- |
| Division de McCulloch BG Benjamin McCulloch (†) BG James M. McIntosh (†) Col Elkanah Greer et BG Albert Pike | Brigade d'infanterie de Hébert Col Louis Hébert (c) Col Evander McNair | - 3rd Louisiana Infantry : Maj Will F. Tunnard (c), Cpt W.L. Gunnells - 4th Arkansas Infantry : Col Evander McNair, Ltc Samuel Ogden - 14th Arkansas Infantry : Col William C. Mitchell (c) - 15th Arkansas Infantry : Col Dandridge McRae - 16th Arkansas Infantry : Col John F. Hill - 17th Arkansas Infantry : Col Frank A. Rector - 1st Arkansas Mounted Rifles (démontée) : Col Thomas James Churchill - 2nd Arkansas Mounted Rifles (démontée) : Col Benjamin T. Embry - 4th Texas Cavalry Battalion (démontée) : Maj John W. Whitfield |
| Division de McCulloch BG Benjamin McCulloch (†) BG James M. McIntosh (†) Col Elkanah Greer et BG Albert Pike | McIntosh's Cavalry Brigade BG James M. McIntosh (†) Col Elkanah Greer  | - 3rd Texas Cavalry : Col Elkanah Greer, Ltc Walter P. Lane - 6th Texas Cavalry : Col B. Warren Stone - 9th Texas Cavalry : Col William B. Sims (b), Ltc William Quayle - 11th Texas Cavalry : Col William C. Young - 1st Texas Cavalry Battalion (not engaged) : Maj R. Phillip Crump - 1st Arkansas Cavalry Battalion: Maj William H. Brooks |
| Division de McCulloch BG Benjamin McCulloch (†) BG James M. McIntosh (†) Col Elkanah Greer et BG Albert Pike | Artillerie                                                             | - Hart’s Arkansas Battery : Cpt William Hart - Provence’s Arkansas Battery : Cpt David Provence - Gaines’s Arkansas Battery : Cpt James J. Gaines - Good’s Texas Battery : Cpt John J. Good |
| Directement rattaché                                                                                         | Pike’s Indian Brigade BG Albert Pike                                   | - 1st Cherokee Mounted Rifles : Col John Drew - 2nd Cherokee Mounted Rifles: Col Stand Watie - 1st Choctaw and Chickasaw (non engagé) : Col Douglas H. Cooper - 1st Creek Mounted Rifles (non engagé): Col Daniel N. McIntosh - Welch’s Texas Cavalry Squadron : Cpt Otis G. Welch |
| Directement rattaché                                                                                         | Unité non affectées                                                    | - 19th Arkansas Infantry (non engagé): Ltc P. R. Smith - 22nd Arkansas Infantry (non engagé) |

### Aile Gauche (MissouriState Guard)
MG Sterling Price  (b)
Unités du quartier général
- Cearnal’s Missouri Cavalry Battalion : Ltc James T. Cearnal  (b), Maj D. Todd Samuels

| Division                                        | Brigade                                                                    | Régiments et Autre |
| ----------------------------------------------- | -------------------------------------------------------------------------- | --- |
| Première (Price) Division MG Sterling Price (b) | Première brigade du Missouri Col Henry Little                              | - 1st Missouri Cavalry : Col Elijah Gates - 2nd Missouri Infantry : Col John Q. Burbridge - 3rd Missouri Infantry : Col Benjamin A. Rives (†), Ltc James A. Pritchard - Wade’s Missouri Artillery Battery : Cpt William Wade - Clark’s Missouri Artillery Battery : Cpt S. Churchill Clark (†), Lt James L. Farris                                                           |
| Première (Price) Division MG Sterling Price (b) | Seconde brigade du Missouri Col William Y. Slack (mb) Col Thomas H. Rosser | - Bevier’s Missouri Infantry Battalion : Maj Robert S. Bevier - Hughes’s Missouri Infantry Battalion : Col John T. Hughes - Rosser’s Missouri Infantry Battalion : Col Thomas H. Rosser - Riggins’s Missouri Cavalry Battalion : Col George W. Riggins - Jackson’s Missouri Artillery Battery : Cpt William Lucas - Landis’s Missouri Artillery Battery : Cpt John C. Landis |
| Première (Price) Division MG Sterling Price (b) | Troisième brigade du Missouri Col Colton Greene                            | - Col Thomas Freeman's Regiment - Ltc John A. Schnable's Regiment - Cpt L.C. Campbell's cavalry company - Diverses compagnies |
| Missouri State Guard                            | Seconde division BG Martin E. Green                                        | - Diverses unités d'infanterie et de cavalerie non identifiées - Kneisley’s Missouri Battery : Cpt James W. Kneisley |
| Missouri State Guard                            | Troisième division Col John B. Clark, Jr.                                  | - 1st Infantry : Maj John F. Rucker - 2nd Infantry : Col Congreve Jackson - 3rd Infantry : Maj Robert R. Hutchinson - 4th & 5th Infantry : Col J.A. Poindexter - 6th Infantry : Ltc Quinton Peacher - Tull’s Missouri Battery : Cpt Francis M. Tull |
| Missouri State Guard                            | Cinquième division Col James P. Saunders                                   | - Diverses unités d'infanterie et de cavalerie non identifiées - Kelley’s Battery : Cpt Joseph Kelly |
| Missouri State Guard                            | Sixième division Maj D. Herndon Lindsay                                    | - Diverses unités d'infanterie et de cavalerie non identifiées - Gorham’s Battery : Cpt James C. Gorham |
| Missouri State Guard                            | Septième et neuvième divisions BG Daniel M. Frost                          | - Diverses unités d'infanterie et de cavalerie non identifiées - Guibor’s Missouri Battery: Cpt Henry Guibor - MacDonald’s St. Louis Battery: Cpt Emmett MacDonald |
| Missouri State Guard                            | Huitième division BG James S. Rains                                        | - 1st Infantry : Col William H. Erwin - 2nd Infantry : Ltc John P. Bowman - 3rd Infantry : Ltc A. J. Pearcy - 4th Infantry : Ltc John M. Stemmons - Shelby’s Cavalry Company : Cpt Jo Shelby - Bledsoe’s Missouri Battery : Lt Charles W. Higgins |